# Magierowa Skałka
Magierowa Skałka (607 m, 597 m) – szczyt w Pieninach Czorsztyńskich należących do Pienin Właściwych. Znajduje się w Sromowcach Niżnych w województwie małopolskim, w powiecie nowotarskim, w gminie Czorsztyn.
Magierowa Skałka znajduje się w południowym grzbiecie Podskalniej Góry. Grzbiet ten oddziela dolinę Kotłowego Potoku (po zachodniej stronie) od doliny Korciepczanego Potoku (po wschodniej stronie). W kierunku z północy na południe kolejno są w nim: Podskalnia Góra, Skalina, Magierowa Skałka i Szewców Gronik kończący grzbiet. Po zachodniej stronie Magierowej Skałki biegnie gruntowa droga.
Magierowa Skałka jest porośnięta drzewami i krzewami. Jest wśród nich m.in. głóg odgiętodziałkowy (Crataegus rhipidophylla). Jest to najczęściej w Pieninach spotykany gatunek głogu. Z rzadkich i chronionych gatunków mchów występują tu krótkosz pospolity (Brachythecium rutabulum), grzebieniowiec piórkowaty (Ctenidium molluscum), widłoząb kędzierzawy (Dicranum polysetum).

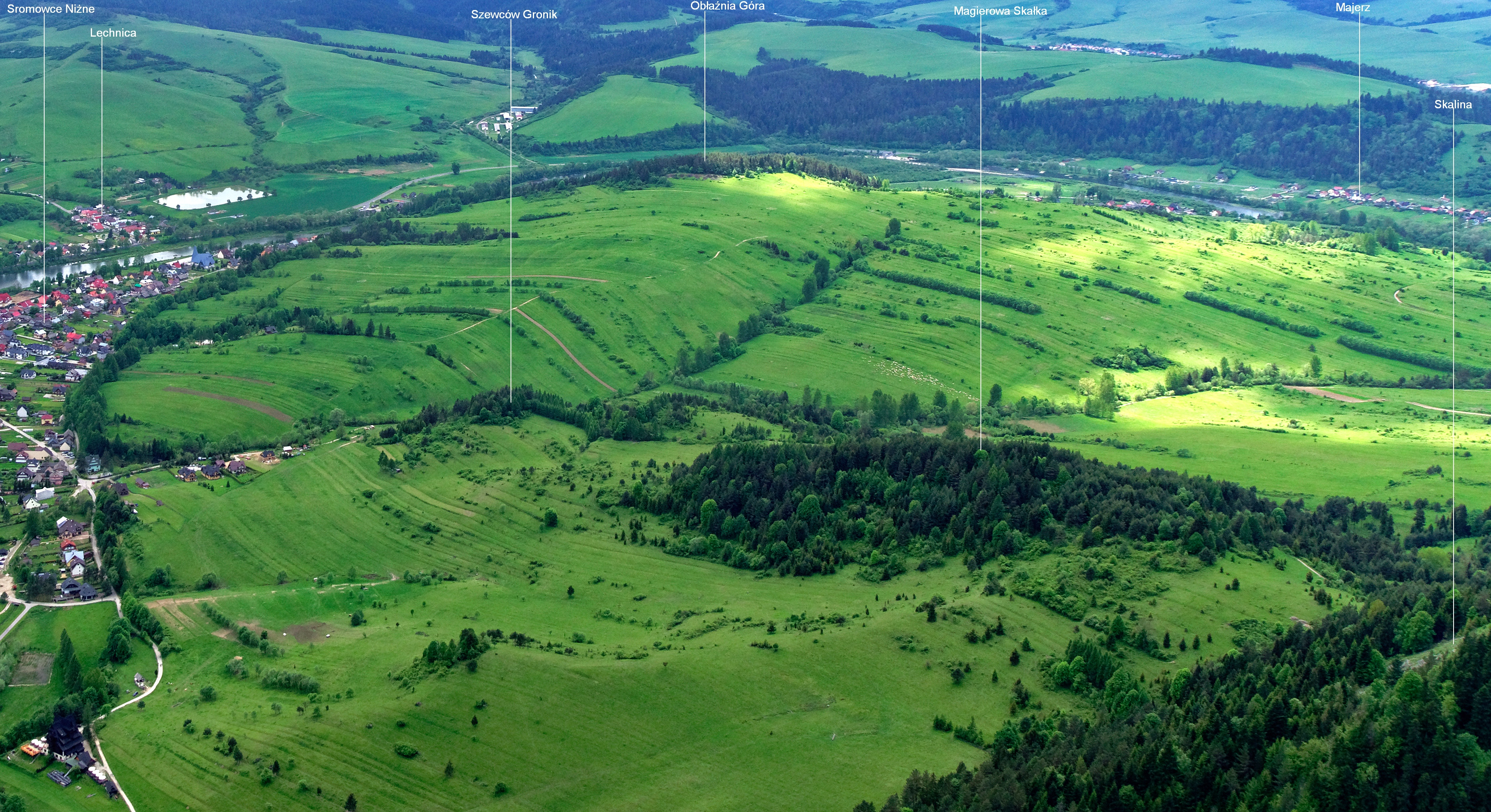
Widok z Trzech Koron